# Igdamanosaurus

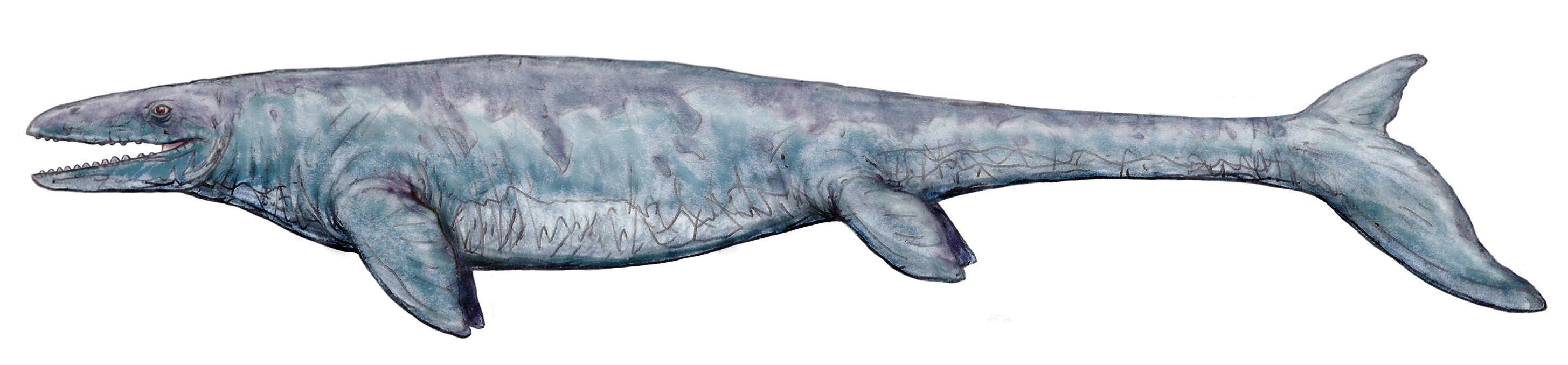
Igdamanosaurus aegyptiacus

Igdamanosaurus aegyptiacus is een lid van de Mosasauridae dat tijdens het late Krijt leefde in het gebied van het huidige Egypte en Nigeria.

## Vondst en naamgeving
Tegen 1933 werd in de fosfaatmijn van Oem el Hoetat nabij Safaga, geëxploiteerd door de Egyptian Phosphate Company, het fragmentarische skelet gevonden van een kleine mosasauride. Bimbashi S.T. Stocks deed het fossiel tijdens het academisch jaar van 1933/1934 toekomen aan de Geological Museum of the Egyptian University.
In 1935 werden de resten beschreven door Otto Zdansky die zijn werkgebied van China, waar hij tanden van de Pekingmens had gevonden, verlegd had naar Egypte. Hij benoemde die als een nieuwe soort van Globidens: Globidens aegyptiacus. Zdansky was zelf niet al te zeker van de toewijzing aan Globidens want hij beschikte in Egypte niet over de beschrijvingen van dat geslacht en moest op zijn geheugen vertrouwen.
Het holotype, dat geen gepubliceerd inventarisnummer heeft, is gevonden in de Duwiformatie die dateert uit het Campanien. Het bestaat uit het dentarium van de linkeronderkaak met daarin nog vier tanden, en vier losse tanden. Wellicht dat twee losse wervels hier nog bij horen.
In 1991 benoemde Theagarten Lingham-Soliar een apart geslacht Igdamanosaurus. De geslachtsnaam verwijst naar het dorp Igdaman of In Daman, in Nigeria waar fossielen gevonden waren in de Dukamajeformatie. Als holotype gaf hij het daar gevonden specimen BMNH R11898 aan, een rechteronderkaak. Lingham-Soliar maakte hierbij een aantal fouten. Hij gaf de naam Igdamanosaurus aegyptiacus aan als typesoort maar dat is altijd de oorspronkelijke naam, in dit geval dus Globidens aegyptiacus. Problematischer was dat volgens ICZN artikel 42 sub c de typesoort het type is van het geslacht. Onder vroeger gebruik zou BMNH R11898 het genoholotype kunnen zijn maar nu zou het hoogstens als neotype kunnen worden aangewezen.

## Beschrijving
Het kaakfragment BMNH R11898 is een kleine twintig centimeter lang wat duidt op een lichaamslengte van ruim twee meter. 
Lingham-Soliar gaf een korte diagnose. Het dentarium is zeer robuust met koepelvormige niet ingesnoerde tandkronen die bedekt zijn met fijne groeven. De tanden hebben achterste snijranden en mogelijk ook voorste snijranden. Hun dwarsdoorsnede is ongeveer cirkelvormig.
De tanden nemen bij BMNH R11898 naar achteren eerst in grootte toe. Pas de allerlaatste tand is iets kleiner. Er zijn ongeveer vijfenzestig tot zeventig groeven per tand.

## Fylogenie
Lingham-Soliar plaatste Igdamanosaurus in de Plioplatecarpinae. Moderne analyses echter plaatsen hem binnen de Mosasaurinae in de Globidensini, wat Zdansky's interpretatie bevestigt.

## Levenswijze
Het gebit wijst op een durofage levenswijze waarin de stompe tanden dienden om schelpen of schaaldieren te kraken. De habitat kan bestaan hebben uit brakke wateren.